# 다케구치 론차
다케구치 론차(일본어:  竹口 龍茶, 1977년 6월 1일 ~ )는 일본의 배우이다. 후쿠오카현 출신이다.